# Joeri Malentsjenko

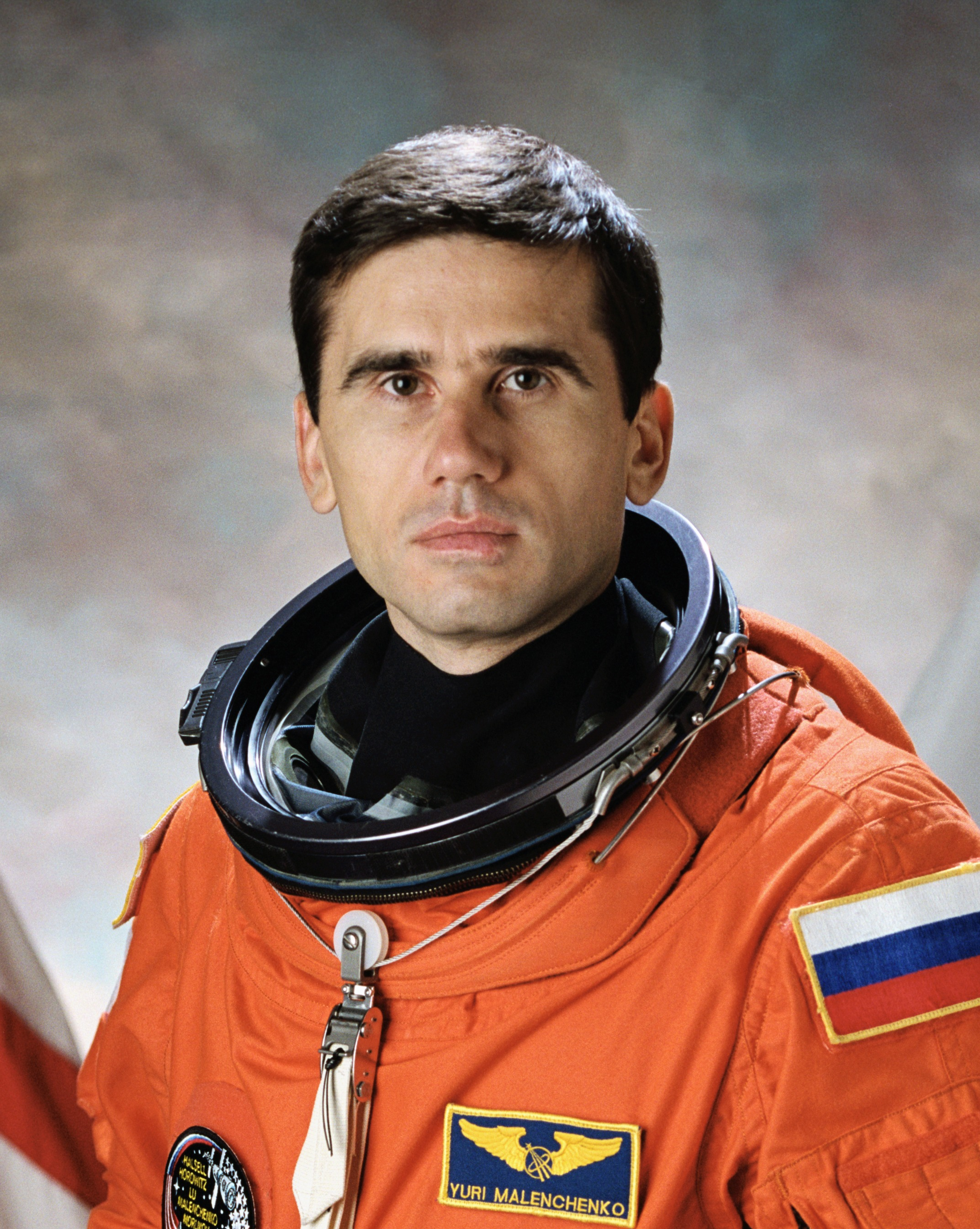
Joeri Malentsjenko

Joeri Ivanovitsj Malentsjenko (Russisch: Ю́рий Ива́нович Мале́нченко; Oekraïens: Ю́рій Іва́нович Мале́нченко) (Svedlovodsk (oblast Kirovohrad), 22 december 1961) is een in Oekraïne geboren Russisch ruimtevaarder die zes keer in de ruimte vloog en de eerste mens die in de ruimte trouwde. In totaal bracht hij 827 dagen door in de ruimte en maakte hij zes ruimtewandelingen.

## Biografie
Malentsjenko werd geboren in Svetlovodsk, oblast Kirovohrad in de Oekraïense SSR. Hij studeerde af aan de Hogere Militaire Luchtvaartschool in Charkiv 1983. Daarop was hij vier jaar piloot in de Zuid-Oekraïense Oblast Odesa. Hij werd kolonel in de luchtmacht en op 26 maart 1987 geselecteerd als ruimtevaarder. Daarop verhuisde hij naar het Kosmonautentrainingscentrum Joeri Gagarin in Moskou, waar hij in 1989 verder studeerde aan de Ingenieursacademie van de Luchtmacht Zjukovski. Bij het uiteenvallen van de Sovjet-Unie in 1991 bleef Malentsjenko in Rusland.
Malentsjenko werd op 1 juli 1994 gelanceerd aan boord van de Sojoez TM-19 voor een verblijf in het ruimtestation Mir. Hij was gezagvoerder van de Mir EO-16 expeditie. Samen met Talgat Moesabajev voerde hij twee ruimtewandelingen uit. Na een verblijf in de ruimte van bijna 126 dagen keerde hij terug op aarde.
Zijn tweede ruimtevlucht begon met de lancering op 8 september 2000 aan boord van de spaceshuttle Atlantis (vlucht STS-106). Na koppeling aan het internationale ruimtestation ISS voerde Malentsjenko zijn derde ruimtewandeling uit waarbij diverse kabels aan de buitenkant van het ruimtestation werden aangelegd. Hij voerde deze ruimtewandeling uit samen met Amerikaan Edward Lu. Na een verblijf in de ruimte van bijna 12 dagen keerde de Atlantis terug op aarde.
Op 26 april 2003 werd Malentsjenko wederom met Edward Lu gelanceerd aan boord van de Sojoez TMA-2. Samen vormden ze bemanning ISS Expeditie 7 aan boord van het internationale ruimtestation. Op 10 augustus 2003, tijdens deze vlucht, trouwde Malentsjenko met de Amerikaanse Jekaterina Dmitrijeva die zich op dat moment in het auditorium van het Lyndon B. Johnson Space Center in Houston bevond. Hierbij maakten ze gebruik van de Texaanse wet die onder bepaalde voorwaarden het sluiten van een huwelijk toestaat waarbij een van de partners niet aanwezig is. Malentsjenko's getuige Edward Lu speelde aan boord van het ruimtestation de Bruiloftsmars op een keyboard. 
De Russische autoriteiten maakten aanvankelijk bezwaar tegen het huwelijk omdat Malentsjenko als Russisch militair niet zo maar met een buitenlandse mag trouwen. Uiteindelijk stemden ze in, maar hebben wel aangekondigd dit in de toekomst te willen voorkomen door Russische ruimtevaarders voor hun lancering te laten ondertekenen dat ze niet tijdens hun ruimtevlucht zullen trouwen. Malentsjenko is eerder getrouwd geweest, en heeft een zoon genaamd Dmitri.